# 練業坤
練 業坤（れん ぎょうこん、Lian Yekun、1827年 - 1863年）は、太平天国の指導者の一人。
広西省出身。侍王李世賢配下の将軍。1860年、安徽省徽州を攻め、浙江省厳州を占領した。1861年3月、李世賢に従って婺源から江西省に入り、4月には景徳鎮を攻略して、曽国藩の湘軍の糧道を断ち、5月には浙江省江山を陥落させた。翌年には清・イギリス・アメリカの連合軍が浙江省奉化を攻撃したが、練業坤が撃退した。同年、戦功により梯王に封じられた。1863年になると天京への救援に赴いた。8月に天京の東南の要塞の印子山が陥落したため、李秀成とともに奪回に動いたが、戦死した。